# حمیدرضا مشهدی عباسی
حمیدرضا مشهدی عباسی نمایندهٔ (میان‌دوره‌ای) دورهٔ نهم مجلس شورای اسلامی از حوزهٔ انتخابیهٔ دماوند / فیروزکوه در استان تهران است.